# 航空発動機整備員
航空発動機整備員（こうくうはつどうきせいびいん）は、海上自衛隊の職域の1つ。
略称はAD:AVIATION MACHINIST'S MATEである。ADのDはMACHINIST'S MATEの略号で、Mがダブル（二つ）であるからである。
P-3CやSH-60Jなどの航空機のエンジン及び油圧機器、空調機器(固定翼機）の整備を担当する。発動機とはエンジンの和訳である。

## 概要
航空機整備（機体、エンジン、電計）を人体に例えるなら、機体は骨格と皮膚、エンジンは筋肉と内臓、電機計器は神経と感覚器官といった分類が当てはまる。
発動機整備は、エンジンのみならず、動力伝達系統、油圧系統、空調系統など航空機に内蔵されている主要な動力装置全ての整備を担当するため、航空機の全システムに対して奥の深い知識が求められる。
採用にあたって、国家資格の航空整備士免許を取得しておく必要はなく、新入社員教育に相当する海士課程では、下総航空基地の第3術科学校で一通りの技能訓練を自衛官として勤務しながら受けられる。
また海士課程期間では航空工学についての教育もあり、努力次第で航空整備士免許のほか、航空工場整備士、危険物取扱者の取得も可能である。 
航空発動機整備員の中から選抜して、P-3C等の固定翼機のFEフライトエンジニア（機上整備員）になるコースも用意されている。